# Élections législatives de 1978 dans les Hautes-Alpes
Les élections législatives françaises de 1978 se déroulent les 12 et 19 mars 1978. Dans le département des Hautes-Alpes, deux députés sont à élire dans le cadre de deux circonscriptions.

## Élus
| Circonscription | Député sortant                                  | Parti | Parti | Député élu ou réélu    | Parti | Parti     |
| --------------- | ----------------------------------------------- | ----- | ----- | ---------------------- | ----- | --------- |
| 1re             | René Serres suppléant de Pierre Bernard-Reymond |       | CDS   | Pierre Bernard-Reymond |       | UDF (CDS) |
| 2e              | Marcel Papet suppléant de Paul Dijoud           |       | RI    | Paul Dijoud            |       | UDF (PR)  |

## Résultats

### Résultats à l'échelle du département
| Parti          | Parti                              | Premier tour | Premier tour | Second tour | Second tour | Sièges |
| Parti          | Parti                              | Voix         | %            | Voix        | %           | Sièges |
| -------------- | ---------------------------------- | ------------ | ------------ | ----------- | ----------- | ------ |
|                | Union pour la démocratie française | 26 384       | 45,54        | 33 224      | 55,43       | 2      |
|                | Rassemblement pour la République   | 3 782        | 6,53         |             |             | 0      |
|                | Majorité présidentielle            | 30 166       | 52,07        | 33 224      | 55,43       | 2      |
|                |                                    |              |              |             |             |        |
|                | Parti communiste français          | 11 787       | 20,35        | 10 702      | 17,86       | 0      |
|                | Mouvement des radicaux de gauche   | 9 456        | 16,32        | 16 011      | 26,71       | 0      |
|                | Parti socialiste                   | 5 159        | 8,91         | Retrait     | Retrait     | 0      |
|                | Union de la gauche                 | 26 402       | 45,58        | 26 713      | 44,57       | 0      |
|                |                                    |              |              |             |             |        |
|                | Extrême gauche                     | 1 149        | 1,98         |             |             | 0      |
|                | Extrême droite                     | 213          | 0,37         | 0           |             |        |
|                |                                    |              |              |             |             |        |
| Inscrits       | Inscrits                           | 71 982       | 100,00       | 71 983      | 100,00      | 2      |
| Abstentions    | Abstentions                        | 12 737       | 17,69        | 10 341      | 14,37       |        |
| Votants        | Votants                            | 59 245       | 82,31        | 61 642      | 85,63       |        |
| Blancs et nuls | Blancs et nuls                     | 1 315        | 2,22         | 1 705       | 2,77        |        |
| Exprimés       | Exprimés                           | 57 930       | 97,78        | 59 937      | 97,23       |        |

### Résultats par circonscription

#### Première circonscription (Gap)
| Candidat       | Candidat                             | Parti          | Premier tour | Premier tour | Second tour | Second tour |  |
| Candidat       | Candidat                             | Parti          | Voix         | %            | Voix        | %           |  |
| -------------- | ------------------------------------ | -------------- | ------------ | ------------ | ----------- | ----------- |  |
|                | Pierre Bernard-Reymond sortant réélu | UDF (CDS)      | 15 154       | 46,42        | 18 055      | 53          |  |
|                | Jacques Bonacossa                    | MRG            | 9 456        | 28,97        | 16 011      | 47          |  |
|                | Jean-Jacques Ferrero                 | PCF            | 6 250        | 19,15        | Retrait     | Retrait     |  |
|                | Jacques Plasseraud                   | RPR            | 1 076        | 3,3          |             |             |  |
|                | Jean Ratte                           | LO             | 495          | 1,52         |             |             |  |
|                | Angèle Bellini                       | PFN            | 213          | 0,65         |             |             |  |
|                | Gérard Rolland                       | Régionaliste   | 0            | 0            |             |             |  |
|                |                                      |                |              |              |             |             |  |
| Inscrits       | Inscrits                             | Inscrits       | 39 435       | 100,00       | 39 457      | 100,00      |  |
| Abstentions    | Abstentions                          | Abstentions    | 6 112        | 15,5         | 4 704       | 11,92       |  |
| Votants        | Votants                              | Votants        | 33 323       | 84,5         | 34 753      | 88,08       |  |
| Blancs et nuls | Blancs et nuls                       | Blancs et nuls | 679          | 2,04         | 687         | 1,98        |  |
| Exprimés       | Exprimés                             | Exprimés       | 32 644       | 97,96        | 34 066      | 98,02       |  |

#### Deuxième circonscription (Briançon)
| Candidat       | Candidat                  | Parti          | Premier tour | Premier tour | Second tour | Second tour |  |
| Candidat       | Candidat                  | Parti          | Voix         | %            | Voix        | %           |  |
| -------------- | ------------------------- | -------------- | ------------ | ------------ | ----------- | ----------- |  |
|                | Paul Dijoud sortant réélu | UDF (PR)       | 11 230       | 44,41        | 15 169      | 58,63       |  |
|                | Jean Chapuis              | PCF            | 5 537        | 21,9         | 10 702      | 41,37       |  |
|                | Robert de Caumont         | PS             | 5 159        | 20,4         | Retrait     | Retrait     |  |
|                | Georges Chabas            | RPR            | 2 706        | 10,7         |             |             |  |
|                | Francis Chrétien          | LO             | 654          | 2,59         |             |             |  |
|                |                           |                |              |              |             |             |  |
| Inscrits       | Inscrits                  | Inscrits       | 32 547       | 100,00       | 32 526      | 100,00      |  |
| Abstentions    | Abstentions               | Abstentions    | 6 625        | 20,36        | 5 637       | 17,33       |  |
| Votants        | Votants                   | Votants        | 25 922       | 79,64        | 26 889      | 82,67       |  |
| Blancs et nuls | Blancs et nuls            | Blancs et nuls | 636          | 2,45         | 1 018       | 3,79        |  |
| Exprimés       | Exprimés                  | Exprimés       | 25 286       | 97,55        | 25 871      | 96,21       |  |